# HC Glauchau/Meerane
Der HC Glauchau/Meerane e. V. ist ein Handballverein aus dem sächsischen Glauchau. Er wurde 2013 gegründet und entstand durch die Verschmelzung des Handball-Sportvereins Glauchau und des Sächsischen Handballclubs Meerane aus dem benachbarten Meerane.
Am Spielbetrieb nehmen drei Männer- und zwei Frauenmannschaften teil, sowie vier männliche (A- bis D-Jugend) und zwei weibliche (B- und D-Jugend) Jugendmannschaften.
Die erste Männermannschaft spielt in der mitteldeutschen Oberliga und nahm in der Saison 2013/14 an der Hauptrunde des DHB-Pokals teil, wo sie in der ersten Runde dem Bundesligisten TuS N-Lübbecke trotz zwischenzeitlicher Drei-Tore-Führung mit 28:32 unterlag.